# Каштру-Верде
Ка́штру-Ве́рде (порт. Castro Verde; МФА: [ˈkaʃ.tɾu ˈveɾ.dɨ], Ка́штру-Ве́рди, «Зелений Замок») — муніципалітет і містечко в Португалії, в окрузі Бежа. Розташований у південній частині країни, на теренах історичної португальської провінції Алентежу. Належить до Безької діоцезії Католицької церкви в Португалії. Права міського самоврядування має з 1510 року. Поділяється на 4 парафії. За адміністративним поділом, чинним до 1976 року, був складовою провінції Нижнє Алентежу. Площа муніципалітету — 569,44 км², населення муніципалітету — 7276 ос. (2011); густота населення — 12,78 осіб/км²
. Патрон — святий Петро. Святковий день муніципалітету — 29 червня. Поштовий індекс — 7780.  Код місцевої адміністративної одиниці — 0206. Складова статистичного регіону Алентежу.

## Географія
Каштру-Верде розташоване на півдні Португалії, в центрі округу Бежа.
Містечко розташоване за 40 км від міста Бежа. Через місто проходить автомобільна траса Лісабон — Фару.
Відстань до Лісабона — 146 км, до Бежі — 40 км.
Каштру-Верде межує на півночі з муніципалітетами Алжуштрел і Бежа, на сході — з муніципалітетом Мертола, на півдні — з муніципалітетом Алмодовар, на заході — з муніципалітетом Оріке.

### Клімат
| Клімат Каштру-Верде     | Клімат Каштру-Верде | Клімат Каштру-Верде | Клімат Каштру-Верде | Клімат Каштру-Верде | Клімат Каштру-Верде | Клімат Каштру-Верде | Клімат Каштру-Верде | Клімат Каштру-Верде | Клімат Каштру-Верде | Клімат Каштру-Верде | Клімат Каштру-Верде | Клімат Каштру-Верде | Клімат Каштру-Верде |
| Показник                | Січ.                | Лют.                | Бер.                | Квіт.               | Трав.               | Черв.               | Лип.                | Серп.               | Вер.                | Жовт.               | Лист.               | Груд.               | Рік                 |
| Середній максимум, °C   | 13,9                | 15,1                | 18,1                | 19,8                | 23,4                | 28,5                | 32,7                | 32,6                | 29,3                | 23,2                | 18,1                | 14,7                | 22,4                |
| Середня температура, °C | 9,6                 | 10,5                | 12,4                | 14,0                | 16,8                | 20,9                | 24,1                | 24,2                | 22,2                | 17,7                | 13,5                | 10,8                | 16,4                |
| Середній мінімум, °C    | 5,3                 | 6,0                 | 6,8                 | 8,2                 | 10,2                | 13,3                | 15,5                | 15,8                | 15,1                | 12,3                | 9,0                 | 6,8                 | 10,4                |
| Днів з опадами          | 8                   | 8                   | 6                   | 7                   | 6                   | 2                   | 0                   | 0                   | 2                   | 6                   | 7                   | 10                  | 62                  |
| ----------------------- | ------------------- | ------------------- | ------------------- | ------------------- | ------------------- | ------------------- | ------------------- | ------------------- | ------------------- | ------------------- | ------------------- | ------------------- | ------------------- |
| Джерело: www.yr.no      |                     |                     |                     |                     |                     |                     |                     |                     |                     |                     |                     |                     |                     |

## Історія
1510 року португальський король Мануел I надав Каштру-Верде форал, яким визнав за поселенням статус містечка та муніципальні самоврядні права.

## Населення
| Кількість мешканців | Кількість мешканців | Кількість мешканців | Кількість мешканців | Кількість мешканців | Кількість мешканців | Кількість мешканців | Кількість мешканців | Кількість мешканців | Кількість мешканців | Кількість мешканців | Кількість мешканців | Кількість мешканців | Кількість мешканців | Кількість мешканців | Кількість мешканців |
| ------------------- | ------------------- | ------------------- | ------------------- | ------------------- | ------------------- | ------------------- | ------------------- | ------------------- | ------------------- | ------------------- | ------------------- | ------------------- | ------------------- | ------------------- | ------------------- |
| 1864                | 1878                | 1890                | 1900                | 1911                | 1920                | 1930                | 1940                | 1950                | 1960                | 1970                | 1981                | 1991                | 2001                | 2011                |                     |
| 6 920               | 7 923               | 7 901               | 7 712               | 9 340               | 10 120              | 11 112              | 12 747              | 12 428              | 11 637              | 9 004               | 7 472               | 7 762               | 7 603               | 7 276               |                     |

## Парафії
- Казевел
- Каштру-Верде
- Ентрадаш
- Санта-Барбара-де-Падройнш
- Сан-Маркуш-да-Атабуейра